# ハンプトン山
ハンプトン山（ハンプトンさん、英語: Mount Hampton）は、南極大陸西部（西南極）マリーバードランドにある火山。山頂のほとんどが氷で覆われたカルデラで占められている楯状火山で、マリーバードランドで最も北にある死火山である。
1940年12月15日にUSAS隊による飛行調査で発見され、前のUSAS隊隊長であったルース・ハンプトンにちなんで命名された。1958年から1960年にかけて、アメリカ海軍などによって詳しい調査と写真撮影が行われた。

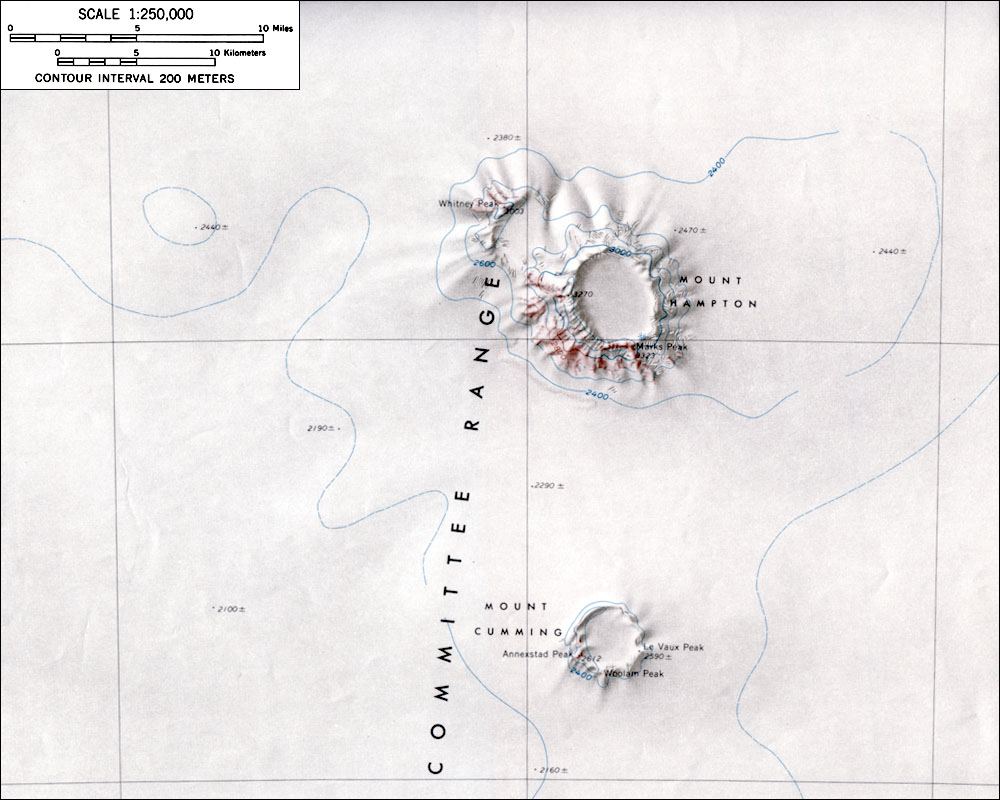
25万分の1の地形図